# Baron Cimetière
Els fidels del culte del Baron du Cimetière (en català: Baró del Cementiri) atribueixen poders al primer mort (anomenat Baron o Baronne) enterrat a un cementiri.
A la República dominicana, on el Baró és assimilat a San Elías del Monte y Carmelo i la Baronne (Baronessa) a Santa Marta la Dominadora, els fidels acudeixen als cementiris per demanar-los dels favors.

## Font
- Vanessa Capieu,Les Bonnes Nouvelles de l'Amérique latine, Gallimard, «Du monde entier», 2010, pàg. 378